# 김영근 (가수)
김영근(1996년 12월 5일 ~ )은 대한민국의 가수다. 2016년 엠넷 《슈퍼스타K 2016》에 참가해 우승을 하며 데뷔했다.

## 방송 출연
- 2016년 엠넷 《슈퍼스타K 2016》

## 음반
- 《아랫담길》 (2017년)
- 《별일이 아니라고》 (2018년)
- 《하늘 별》 (2018년)
- 《Remember Me》 (2018년)
- 《Star》 (2019년)
- 《행복하지 않아》 (2019년)
- 《추억눈》 (2021년)

### OST
- 《보이스 OST Part 1》 (2017년)
- 《빅 포레스트 OST》 (2018년)
- 《회사 가기 싫어 OST Part 4》 (2019년)
- 《하이바이, 마마! OST Part 2》 (2020년)

## 수상 경력
- 2016년 슈퍼스타K 2016 우승